# 2-ossoacido reduttasi
La 2-ossoacido reduttasi è un enzima appartenente alla classe delle ossidoreduttasi, che catalizza la seguente reazione:
a (2R)-idrossi-carbossilato + accettore ⇄ a 2-osso-carbossilato + accettore ridotto
L'enzima contiene un cluster ferro-zolfo [4Fe-4S] ed un cofattore composto da un mononucleotide contenente molibdeno (piranopterina). L'enzima presenta una elevata specificità di substrato, che va dai 2-osso-monocarbossilati ai 2-osso-dicarbossilati. La presenza di una ramificazione presso il C-3 rende il substrato inutilizzabile dall'enzima. L'enzima proveniente dal genere Proteus è inattivato dalla presenza di ossigeno.